# Ascographa
Ascographa is een monotypisch geslacht van korstmossen in de klasse Lecanoromycetes. De onderklasse, familie en orde is nog niet eenduidig bepaald (incertae sedis). Het bevat alleen Ascographa hederae.